# 王红军
王红军（1971年7月—），浙江慈溪人，汉族，中国民主建国会会员。中华人民共和国政治人物、第十三届全国人民代表大会江苏地区代表。

## 生平
2018年2月24日，当选为第十三届全国人大代表。